# سیارک ۲۵۹۴
سیارک ۲۵۹۴ (به انگلیسی: 2594 Acamas، نامگذاری:1978TB) دو هزار و پانصد و نود و چهارمین سیارک کشف شده‌است که در ۴ اکتبر ۱۹۷۸ کشف شد.
قدر مطلق سیارک برابر ۱۱٫۵۰ است.